# Cyanonedys leucura
Cyanonedys leucura là một loài ruồi trong họ Asilidae. Cyanonedys leucura được Hermann miêu tả năm 1912.